# 上莫洛奎區

15°37′52″S 37°41′31″E / 15.631°S 37.692°E
上莫洛奎區（葡萄牙語：Alto Molócuè），是莫桑比克的行政區，位於該國中東部，由贊比西亞省負責管轄，首府設於上莫洛奎，面積6,386平方公里，2007年人口272,482，人口密度每平方公里43人。